# Raumordnungsbericht

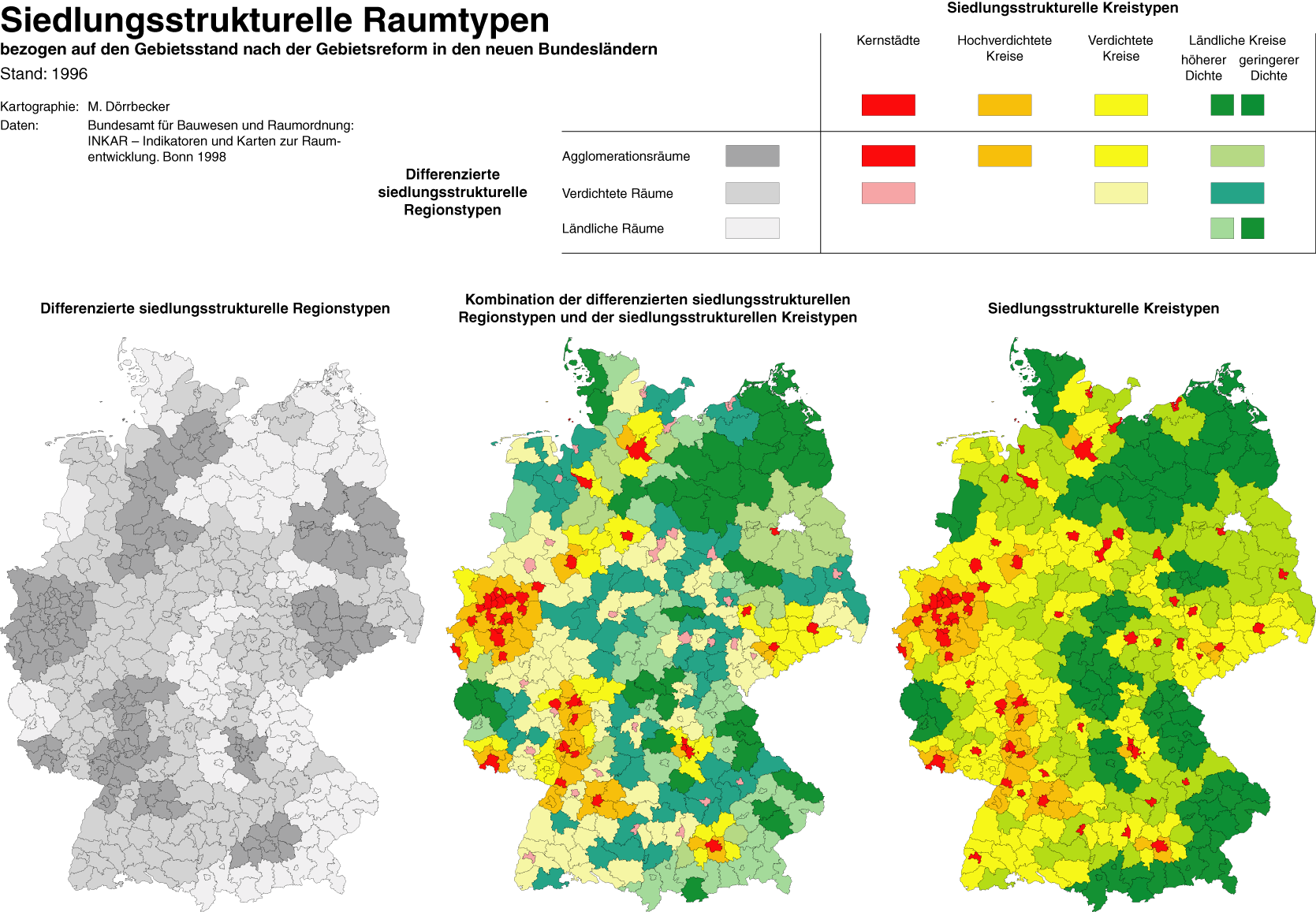
Siedlungsstrukturelle Raumtypen

Raumordnungsberichte (ROB) werden in Deutschland seit 2009 gemäß § 22 Raumordnungsgesetz (ROG) vom Bundesinstitut für Bau-, Stadt- und Raumforschung (BBSR) im Bundesamt für Bauwesen und Raumordnung (BBR) in regelmäßigen Abständen erstellt. Der Raumordnungsbericht behandelt die der räumlichen Entwicklung Deutschlands zugrunde liegenden Tatsachen (Trends und Entwicklungstendenzen), raumbedeutsame Planungen und Maßnahmen sowie Einflüsse der Politik der Europäischen Union auf die Raumentwicklung in Deutschland. Die Raumordnungsberichte werden dem zuständigen Bundesministerium zur Vorlage an den Deutschen Bundestag übergeben. Seit dem 8. Dezember 2021 ist dies wieder das Bundesbauministerium. Zuvor war zwischenzeitlich das Bundesinnenministerium für Fragen der Raumordnung zuständig.
Der erste Raumordnungsbericht wurde 1963 nach einem Beschluss des Bundestages vorgelegt.
Der ROB 2017 ist der vierte vom BBR in eigener Verantwortung erarbeitete Raumordnungsbericht. Erstmals ist dieser Raumordnungsbericht thematisch fokussiert und widmet sich der Sicherung der Daseinsvorsorge als einer wesentlichen Grundlage für gleichwertige Lebensverhältnisse in Deutschland. Auch der Beirat für Raumentwicklung hat diese Themenstellung positiv bewertet.

## Berichte (Auswahl)
- Raumordnungsbericht 2021: Wettbewerbsfähigkeit stärken. Bonn Internetquelle
- Raumordnungsbericht 2017: Daseinsvorsorge sichern. Bonn Internetquelle
- Raumordnungsbericht 2011. Bonn Internetquelle
- Raumordnungsbericht 2005. Bonn Internetquelle
- Raumordnungsbericht 2000. Bonn Internetquelle